# Yvonne de Bray
Yvonne de Bray, née Yvonne Laurence Blanche de Bray le 12 mai 1887 à Paris et morte le 1er février 1954 dans la même ville, est une actrice française.

## Biographie

### Origines
Yvonne de Bray naît d'un père propriétaire le 12 mai 1887 au no 49 rue Condorcet dans le 9e arrondissement de Paris.

### Carrière
Enfant, Yvonne de Bray débute sur scène aux côtés de Réjane et de Sarah Bernhardt. Puis elle devient la compagne du dramaturge Henry Bataille (1872-1922) et elle interprète au théâtre ses pièces mais aussi celles de Tristan Bernard, de de Flers et Caillavet ou de Georges Feydeau. En 1922, elle abandonne la scène après la mort de son compagnon.
Elle sera l'amante pendant plusieurs années de la championne sportive Violette Morris.
En 1938, Jean Cocteau parvient à la convaincre de remonter sur scène pour interpréter, dans Les Parents terribles, le rôle qu'il a écrit spécialement pour elle, celui de Sophie, la mère de Michel joué par Jean Marais, mais un problème de santé l'empêche de jouer ; en 1948, elle sera Sophie toujours dans le film de Cocteau adapté de la pièce.
Au théâtre, elle interprète Cocteau et Jean Giraudoux et tourne quelques films, dont L'Éternel Retour de Jean Delannoy (1943), L'Aigle à deux têtes de Cocteau (1948), Nous sommes tous des assassins d'André Cayatte (1952) ou Quand tu liras cette lettre de Jean-Pierre Melville (1953).

### Mort

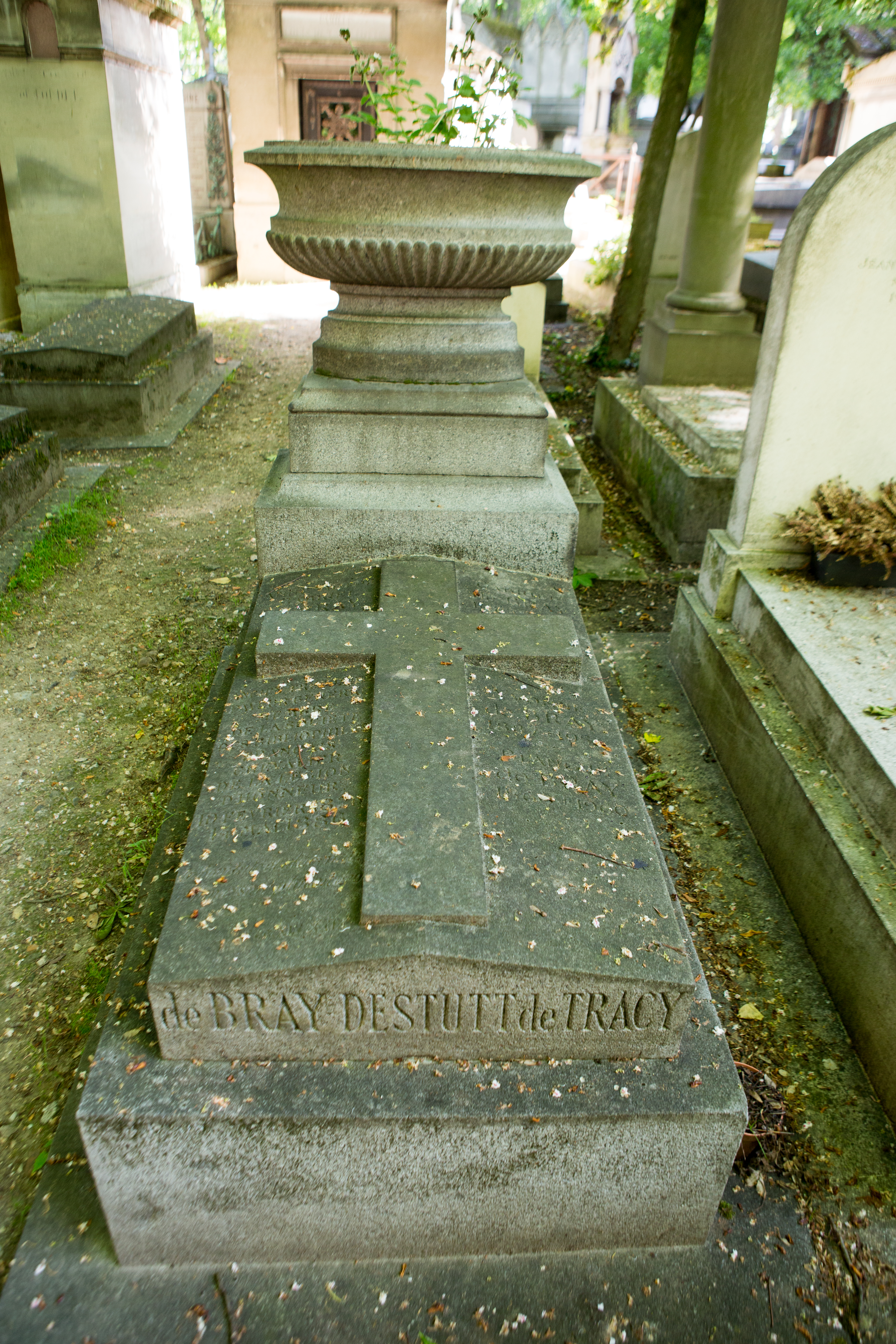
Tombe d'Yvonne de Bray au cimetière du Père-Lachaise (division 8).

Elle meurt, âgée de soixante-six ans, le 1er février 1954 au no 24 rue François-Ier dans le 8e arrondissement.
Les circonstances  de sa mort sont troubles. Habitant près du Théâtre Marigny où elle jouait dans la pièce de Giraudoux, Pour Lucrèce, elle rentra chez elle à pied sans manteau alors qu'il faisait froid à Paris en ce début de février. Frappée de congestion pulmonaire, elle meurt en lisant, dans son lit. Une autre version de son décès existe : alcoolique avérée, elle aurait succombé à un coma éthylique.
Elle est inhumée au cimetière du Père-Lachaise (8e division),.

## Filmographie
- 1909 : Les Fiancées de Miss Maguy production SCAGL
- 1911 : Le Poison du professeur Rouff de René Leprince
- 1943 : L'Éternel Retour de Jean Delannoy
- 1946 : Paris 1900 - documentaire - de Nicole Vedrès
- 1948 : L'Aigle à deux têtes de Jean Cocteau
- 1948 : Les Parents terribles de Jean Cocteau
- 1949 : Gigi de Jacqueline Audry
- 1949 : Ulysse ou les mauvaises rencontres - court métrage - d'Alexandre Astruc
- 1950 : Agnès de rien de Pierre Billon
- 1950 : Chéri de Pierre Billon
- 1951 : Olivia de Jacqueline Audry (1er film français, ouvertement lesbien)
- 1951 : Caroline chérie de Richard Pottier
- 1952 : Nez de cuir de Yves Allégret
- 1952 : L'Amour, Madame de Gilles Grangier
- 1952 : Nous sommes tous des assassins de André Cayatte
- 1953 : Quand tu liras cette lettre de Jean-Pierre Melville

## Théâtre

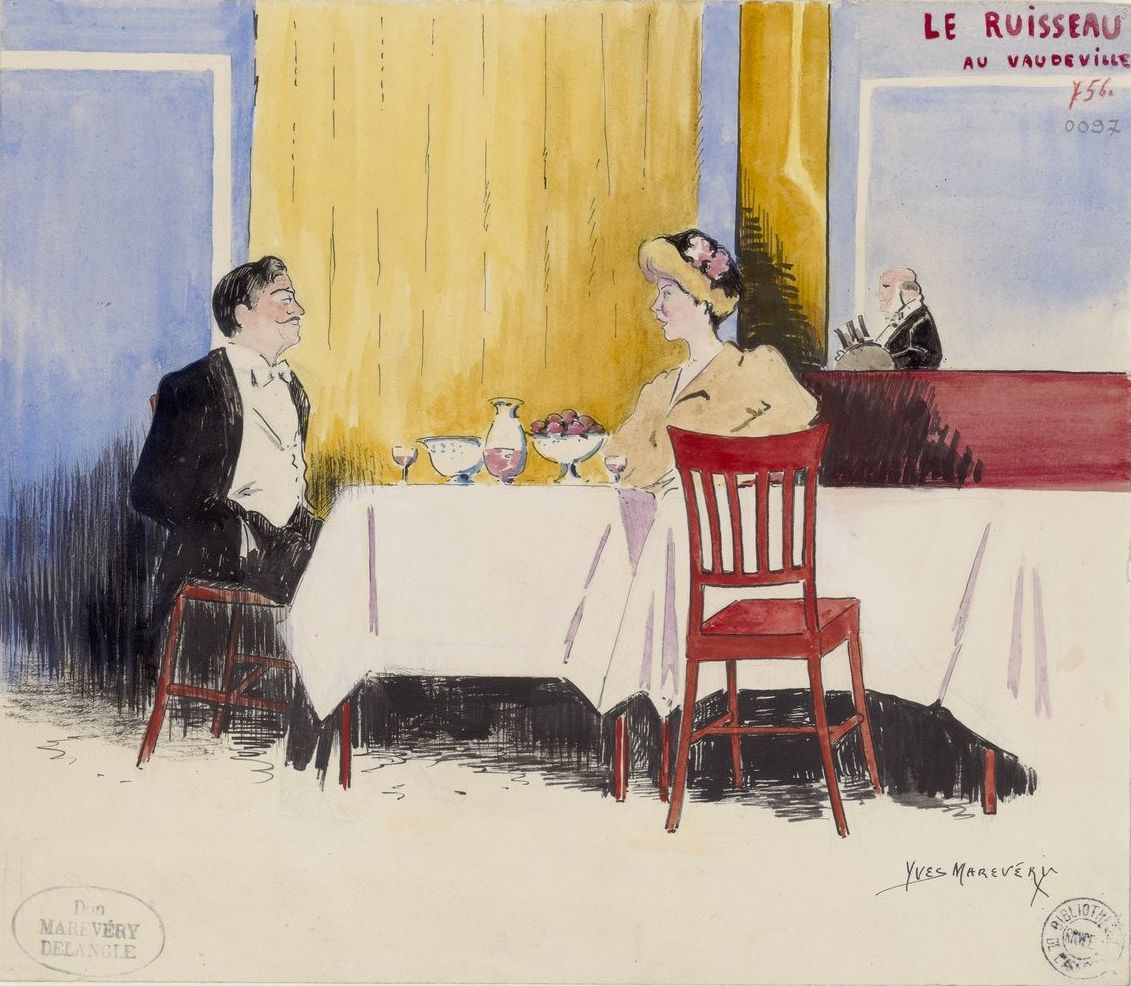
Louis Gauthier et Yvonne de Bray dans Le Ruisseau.

- 1902 : La Samaritaine d'Edmond Rostand, théâtre Sarah-Bernhardt
- 1907 : Le Ruisseau de Pierre Wolff, Théâtre du Vaudeville
- 1907 : Sherlock Holmes de Pierre Decourcelle d'après Arthur Conan Doyle et William Gillette, Théâtre Antoine
- 1909 : Trains de luxe d'Abel Hermant, Théâtre Réjane
- 1909 : Suzette d'Eugène Brieux, Théâtre du Vaudeville
- 1910 : La Fugitive d'André Picard, Comédie-Française
- 1911 : Papa de Gaston Arman de Caillavet et Robert de Flers, Théâtre du Gymnase
- 1912 : Le cœur dispose de Francis de Croisset, Théâtre de l'Athénée
- 1912 : Les Flambeaux d'Henry Bataille, Théâtre de la Porte-Saint-Martin
- 1913 : Le Phalène d'Henry Bataille, Théâtre du Vaudeville
- 1921 : La Tendresse d'Henry Bataille, Théâtre du Vaudeville
- 1921 : La Possession d'Henry Bataille, Théâtre de Paris
- 1937 : Catherine Empereur, de Maurice Rostand, Paris, Odéon-Théâtre de l'Europe
- 1940 : Les Monstres sacrés de Jean Cocteau, mise en scène André Brulé, Théâtre Michel
- 1953 : Pour Lucrèce de Jean Giraudoux, mise en scène Jean-Louis Barrault, Théâtre Marigny